# Denis Nowell Pritt

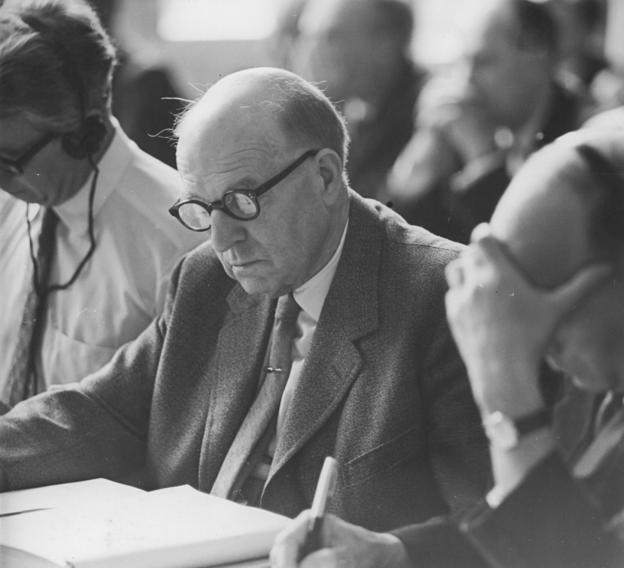
Pritt als Beobachter beim Prozess gegen Hans Globke am 8. Juli 1963

Denis Nowell Pritt (* 22. September 1887 Harlesden (Middlesex); † 23. Mai 1972 Barn End, Basingstoke (Hampshire)) war britischer Jurist und Politiker. Er war seit 1918 Mitglied der Labour Party. 1927 wurde er Kronanwalt (King’s Counsel). 1935 bis 1940 war er Parlamentsabgeordneter der Labour Party.
Pritt wurde 1940 wegen der Befürwortung des Einmarschs der Roten Armee in Finnland aus der Partei ausgeschlossen und war von 1940 bis 1950 parteiloses Parlamentsmitglied.
1933 war Pritt Vorsitzender der „Internationalen Untersuchungskommission zur Aufklärung des Reichstagsbrandes“, des sogenannten „Londoner Gegenprozesses“ zum Reichstagsbrandprozess vor dem Reichsgericht in Leipzig.
Pritt erhielt 1954 den Internationalen Stalin-Friedenspreis und wurde 1957 zum Ehrenbürger von Leipzig ernannt. 1965 wurde er mit dem Stern der Völkerfreundschaft in Gold geehrt.

## Schriften
- Light on Moscow (1939)
- Must the War Spread? (1940)
- Federal Illusion (1940)
- Choose your Future (1940)
- The Fall of the French Republic (1940)
- USSR Our Ally (1941)
- India Our Ally? (1946)
- Revolt in Europe (1947)
- A New World Grows (1947)
- Star-Spangled Shadow (1947)
- The State Department and the Cold War (1948)
- Spies and Informers in the Witness-box (1958)
- Liberty in Chains (1962)
- The Labour Government, 1945–1951 (1963)
- Neo-Nazis, the Danger of War (1966)
- The autobiography of D.N. Pritt. Lawrence & Wishart, London 1965–1966
  - I. From right to left.
  - II. Brasshats and bureaucrats.
  - III. The defence accuses